# Diócesis de Wuchang
La diócesis de Wuchang (en latín: Dioecesis Uciamensis y en chino: 天主教武昌教区) es una circunscripción eclesiástica de la Iglesia católica en China. Se trata de una diócesis latina, sufragánea de la arquidiócesis de Hankou. Desde el 10 de diciembre de 1999 es sede vacante, aunque para el Anuario Pontificio lo está desde el 27 de noviembre de 1970. La Asociación Patriótica Católica China la fusionó en 2000 con la diócesis de Hanyang y con la arquidiócesis de Hankou (que en fecha no precisada fue reducida a diócesis), para erigir la diócesis de Wuhan, sin asentimiento de la Santa Sede, que desde el 8 de septiembre de 2021 es gobernada por el obispo Francis Cui Qingqi, de la Orden de Frailes Menores.

## Territorio y organización
La diócesis extiende su jurisdicción sobre los fieles católicos de rito latino residentes en parte de la provincia de Hubei.
La sede de la diócesis se encuentra en Huayuanshan, distrito de Wuchang, en la ciudad de Wuhan (creada en 1949 por la fusión de las ciudades de Hankou, Wuchang y Hanyang), en donde se halla la Catedral de la Sagrada Familia. La diócesis patriótica de Wuhan tiene sede en la Catedral de San José, en la ciudad de Wuhan.
En 1950 en la diócesis no se informó la existencia de parroquias.

## Historia
La prefectura apostólica de Wuchang fue erigida el 12 de diciembre de 1923 con el breve Quo christiani del papa Pío XI, obteniendo el territorio del vicariato apostólico de Hupeh Oriental (hoy arquidiócesis de Hankou).
El 31 de mayo de 1930 la prefectura apostólica fue elevada al rango de vicariato apostólico con el breve Venerabilis frater del papa Pío XI.
El 7 de diciembre de 1939, en virtud del decreto Cum Vicarii de la Sagrada Congregación para la Propagación de la Fe, se establecieron nuevas fronteras con la diócesis de Kichow (hoy diócesis de Qichun).
El 11 de abril de 1946 el vicariato apostólico fue elevado a diócesis con la bula Quotidie Nos del papa Pío XII.
El 16 de mayo de 1949 el Partido Comunista de China capturó Wuhan, se impuso en la guerra civil y proclamó la República Popular China el 1 de octubre de 1949. El 4 de septiembre de 1951 China comunista expulsó al nuncio apostólico Antonio Riberi y la Santa Sede continuó reconociendo a la República de China en Taiwán como el legítimo gobierno chino. Todos los misioneros extranjeros fueron expulsados de China comunista en 1952, entre ellos el obispo Rombert Casimir Kowalski.
La Asociación Patriótica Católica China fue creada con el apoyo de la Oficina de Asuntos Religiosos de la República Popular de China en 1957, con el objetivo de controlar las actividades de los católicos en China. Su nombre público es Iglesia católica china y es referida como la "Iglesia oficial" en contraposición a la "Iglesia subterránea" o "Iglesia clandestina" leal a la Santa Sede.
En 1958, por primera vez, los obispos chinos fueron ordenados sin la autorización de la Santa Sede; entre ellos el obispo de Wuchang, Yuan Wenhua, fallecido en 1973. El obispo "clandestino" era Antoine Yang Shaohuai, fallecido el 10 de diciembre de 1999.
En el período de 1966 a 1976 la Revolución Cultural se ensañó especialmente contra la religión, destruyéndose numerosas iglesias y cesaron todas las actividades religiosas en la diócesis. La diócesis reasumió sus actividades en la década de 1980.
En 2000 el gobierno chino unificó las diócesis de Hanyang, Wuchang y Hankou en una única entidad eclesial, denominada diócesis de Wuhan. La ordenación, ilegítima para la Santa Sede, del nuevo obispo de Wuhan, Joseph Shen Guo'an, prevista para el 9 de junio de 2011 en un clima de tensión entre las comunidades católicas patrióticas y clandestinas, fue suspendida indefinidamente por el gobierno chino.
El 22 de septiembre de 2018 se firmó en Pekín el Acuerdo provisional entre la Santa Sede y la República Popular de China sobre el nombramiento de los obispos. El 22 de octubre de 2020 el acuerdo fue prorrogado por otros dos años y en octubre de 2022 por otros dos años más. La oficialización de Jin Yangke como obispo de Ningbo (en el marco del acuerdo de 2018 entre China y la Santa Sede) llegó el 18 de agosto de 2020.
El 8 de septiembre de 2021, Francis Cui Qingqi, nombrado obispo de Hankou por el papa Francisco el 23 de junio anterior, fue consagrado en la catedral de San José de Hankou. China lo reconoció como obispo de Wuhan. Fue el sexto obispo ordenado tras la firma del acuerdo provisional entre la Santa Sede y la República Popular China el 22 de septiembre de 2018.
Debido a la situación particular de la Iglesia católica en China, la Santa Sede no nombra obispos para las diócesis chinas, que son sedes oficialmente vacantes incluso en presencia de obispos reconocidos por Roma.

## Estadísticas
Según el Anuario Pontificio 1951 la diócesis tenía a fines de 1950 un total de 11 274 fieles bautizados.
| Año                                                                             | Población            | Población | Población      | Sacerdotes | Sacerdotes    | Sacerdotes    | Bautizados por sacerdote | Diáconos permanentes | Religiosos | Religiosos | Parroquias |
| Año                                                                             | Bautizados católicos | Total     | % de católicos | Total      | Clero secular | Clero regular | Bautizados por sacerdote | Diáconos permanentes | Varones    | Mujeres    | Parroquias |
| ------------------------------------------------------------------------------- | -------------------- | --------- | -------------- | ---------- | ------------- | ------------- | ------------------------ | -------------------- | ---------- | ---------- | ---------- |
| 1950                                                                            | 11 274               | 2 500 000 | 0.5            | 25         | 6             | 19            | 450                      |                      | 4          | 23         |            |
| Fuente: Catholic-Hierarchy, que a su vez toma los datos del Anuario Pontificio. |                      |           |                |            |               |               |                          |                      |            |            |            |

## Episcopologio
- Sylvester Joseph Espelage, O.F.M. † (17 de julio de 1925-25 de octubre de 1940 falleció)
- Rombert Casimir Kowalski, O.F.M. † (24 de noviembre de 1941-27 de noviembre de 1970 falleció)
  - Sede vacante
  - Yuan Wenhua † (1958-1973 falleció)
  - Antoine Yang Shaohuai † (?-10 de diciembre de 1999 falleció)